# رودریگو دی بریتو
رودریگو دی بریتو (انگلیسی: Rodrigo de Brito؛ زادهٔ ۲۰ ژانویهٔ ۱۹۹۲) بازیکن فوتبال اهل آرژانتین است.
از باشگاه‌هایی که در آن بازی کرده‌است می‌توان به باشگاه اتلتیکو ایندپندینته اشاره کرد.